# Marxa de les Comes
La Marxa de les Comes és una caminada de resistència no competitiva organitzada pel Centre Excursionista les Borges - Garrigues, que forma part del Circuit Català de Caminades de Resistència (CCCR) de la Federació d'Entitats Excursionistes de Catalunya (FEEC).
La 'Marxa de les Comes', que es celebra des de l'any 2022 en paral·lel a la Marxa Marxa les Borges - Riu Set, discorre a través d'un itinerari circular, amb sortida i arribada a Les Borges Blanques, principalment per camins, pistes forestals i corriols de les Garrigues amb l'objectiu de completar-les en menys de 11,22 hores. La distància de la marxa de les Comes és de 45,5 quilòmetres, amb un desnivell positiu de 1.250 metres i un desnivell acumulat de 2.510 metres, amb una cota mínima de 280 metres i una cota màxima de 658 metres. El seu traçat que recorrerà el paisatge típicament de secà i passarà per alguns dels punts més emblemàtics del nord i el centre de les Garrigues, concretament pels termes municipals les Borges Blanques, Juneda, Castelldans, Cervià de les Garrigues i l'Albi.